# Риттер, Фридрих
Фри́дрих Ри́ттер (нем. Friedrich Ritter, 9 мая 1898 — 9 апреля 1989) — немецкий биолог, ботаник, исследователь кактусов.

## Биография
Фридрих Риттер родился 9 мая 1898 года.
Он изучал биологию, геологию и палеонтологию в Марбургском университете.
В 1920 году Риттер эмигрировал с родителями в Мексику. В Мексике он работал в различных горнодобывающих компаниях. За это время Риттер начал более интенсивно заниматься изучением кактусов.
С 1930 года он совершил ознакомительные поездки в Перу, Боливию, Аргентину и Чили. С 1972 и до конца 1979 года Риттер жил в Парагвае, а с конца 1979 года — в Германии. Он внёс значительный вклад в ботанику, описав множество видов семенных растений.
Фридрих Риттер умер 9 апреля 1989 года.

## Научная деятельность
Фридрих Риттер специализировался на семенных растениях.

## Научные работы
- Die von Curt Backeberg in "Descriptiones Cactacearum  Novarum", veröffentlichen Diagnosen "neuer" peruanischer Kakteen nebst grundsätzlicher Erörterungen über taxonomische und nomenklatorische Fragen. 1958.
- 40 Jahre Abenteuerleben und die wilde Weisheit. Friedrich Ritter Selbstverlag, 1977.
- Kakteen in Südamerika. 4 Bände, Friedrich Ritter Selbstverlag, 1979—1981.

## Почести
Род растений Ritterocereus Backeb. семейства Кактусовые был назван в его честь.
В его честь было также названо множество видов кактусов, например: Aztekium ritteri, Espostoa ritteri, Gymnocalycium ritterianum, Lobivia ritteri, Oreocereus ritteri и Parodia ritteri.